# 青木瞭
青木 瞭（あおき りょう、1996年2月26日 - ）は、日本の俳優である。神奈川県出身。エイベックス・AY・ファクトリー所属。劇団4ドル50セント劇団員。

## 略歴
2016年、GirlsAward×avex『Boys Award Audition2nd』BoysAward Audition賞受賞。同オーディションのファイナリストで結成された俳優グループ「イケ家！」のメンバーとなり、本格的に芸能活動を始める。
2017年、自分の殻を少しでも破れたらと思い劇団4ドル50セントのオーディションを受け劇団員に選ばれる。
2020年 - 2021年、『仮面ライダーセイバー』にて富加宮賢人 / 仮面ライダーエスパーダ役でレギュラー出演。

## 人物
趣味は自転車に乗ること、運動すること、犬と遊ぶこと。特技は水泳。
幼少期は『仮面ライダー龍騎』や『仮面ライダー電王』を観ていたという。

## 出演

### テレビドラマ
- 刑事ゆがみ（2017年11月23日、フジテレビ）
- オー・マイ・ジャンプ! 〜少年ジャンプが地球を救う〜（2018年1月、テレビ東京）
- 仮面ライダーセイバー（2020年9月13日 - 2021年8月29日、テレビ朝日） - 富加宮賢人 / 仮面ライダーエスパーダ / 仮面ライダーカリバー 役[7][8]
- 真犯人フラグ（2021年10月10日 - 2022年3月13日、日本テレビ） - 金城三伸 役[9]
- 鉄オタ道子、2万キロ 第6話（2022年2月11日、テレビ東京） - 勇作 役
- 何かおかしい 第2話・第4話（2022年6月8日・22日、テレビ東京） - 中継スタッフ・青木 役[10]
- よだれもん家族 第17話・第21話（2022年7月31日・8月28日、テレビ東京） - 統人 役
- -50kgのシンデレラ（2022年10月11日 - 11月22日、TBS） - 坂口陽平 役
- Dr.チョコレート（2023年4月22日 - 6月24日、日本テレビ） - 鳴沢翔 役[11]
- 彼女と彼氏の明るい未来（2024年1月12日 - 2月23日、毎日放送） - 森川タクト 役[12]
- モンスター 第7話（2024年11月25日、関西テレビ・フジテレビ） - 本田翔馬 役
- マイ・ワンナイト・ルール 第3話・第4話（2025年1月22日・29日、テレビ東京）- キヨハル 役

### 配信ドラマ
- 仮面ライダーセイバー スピンオフ 剣士列伝 第2話・第3話（2020年11月22日・12月6日、TELASA） - 富加宮賢人 役[注釈 1]
- AKB48の歌「夕陽を見ているか?」（2022年6月4日 - 11日、ひかりTV） - 沢木ヨウタ 役
- -50kgのシンデレラ（2022年8月12日 - 9月23日、Paravi） - 坂口陽平 役[14]
- 東京仮面女子〜整形女と風俗嬢〜（2025年1月31日、YouTube） - 椎木祐介 役
- あなたのことが死ぬほど嫌いです（2025年4月28日、BUMP・DramaBox・FANY: D） - 篠田裕太 役[15]

### 映画
- 仮面ライダーシリーズ（東映） - 富加宮賢人 / 仮面ライダーエスパーダ 役
  - 劇場短編 仮面ライダーセイバー 不死鳥の剣士と破滅の本（2020年12月18日）[16]
  - セイバー+ゼンカイジャー スーパーヒーロー戦記（2021年7月22日）[17]
  - 仮面ライダー ビヨンド・ジェネレーションズ（2021年12月17日）[18]
- レディ加賀 （2024年2月9日、アークエンタテインメント） - 松村康平 役[19]

### オリジナルビデオ
- 仮面ライダーシリーズ
  - ソードオブロゴスサーガ（2021年） - 富加宮賢人 役[20]
  - 仮面ライダーセイバー 深罪の三重奏（2022年） - 富加宮賢人 / 仮面ライダーエスパーダ 役[21]

### テレビ番組
- 中居大輔と本田翼と夜な夜なラブ子さん（2022年3月17日、TBS）
- ZIP!（2022年4月 - 、日本テレビ）

### 舞台
- ミュージカル『テニスの王子様』3rdシーズン - 10代目 手塚国光 役[22]
  - 全国大会 青学vs氷帝（2018年7月12日 - 9月24日、TOKYO DOME CITY HALL 他）
  - TEAM Party SEIGAKU・HIGA（2018年10月17日 - 21日、AiiA 2.5 Theater Tokyo / 10月25日 - 28日、京都劇場）
  - テニミュ文化祭（2018年11月23日・24日、サンシャインシティ ワールドインポートマートビル4階 展示ホールA）
  - 青学vs四天宝寺（2018年12月20日 - 2019年2月17日、日本青年館ホール 他）
  - 全国大会 青学vs立海-前編-（2019年7月11日 - 9月29日、TOKYO DOME CITY HALL 他）
  - 秋の大運動会 2019（2019年10月8日・9日、横浜アリーナ）
  - 全国大会 青学vs立海-後編-（2019年12月19日 - 2020年2月16日、日本青年館ホール 他）
  - Thank-you Festival 2020（2020年2月26日 - 3月1日、カルッツかわさき ホール）
  - Dream Live 2020（2020年5月22日 - 24日、大阪城ホール / 2020年5月29日 - 31日、ぴあアリーナMM）※コロナウイルスの影響により全公演中止
- 欲望という名の電車（2024年2月10日 - 18日、新国立劇場 中劇場 / 2月22日 - 25日、森ノ宮ピロティホール）[23]
- 新・幕末純情伝（2025年8月8日 - 24日〈予定〉、紀伊國屋ホール） - 桂小五郎 役[24][25]

### CM
- オロナミンCドリンク（2021年、大塚製薬）

### Webアニメ
- 別冊 仮面ライダーセイバー 短編活動萬画集 第3集・第4集（2021年3月28日・5月2日、東映特撮ファンクラブ） - 富加宮賢人 役

### ゲーム
- 仮面ライダーバトル ガンバライジング（2020年、アーケード） - 仮面ライダーエスパーダ[26] / 仮面ライダーカリバー（賢人）[27] 役
- 仮面ライダー シティウォーズ（2020年、iOS・Android） - 仮面ライダーエスパーダ 役[28]
- 仮面ライダーバトル ガンバレジェンズ（2023年、アーケード） - 仮面ライダーエスパーダ / 仮面ライダーカリバー（賢人） 役

### ラジオ
- ～JK RADIO TOKYO UNITED（2022年2月4日、J-WAVE）
- 東映公認 鈴村健一・神谷浩史の仮面ラジレンジャー（2022年2月11日、文化放送）

### イベント
2018年
- ミュージカル『テニスの王子様』3rdシーズン Dream Live 2018（5月20日、横浜アリーナ） - 10代目 手塚国光 役
- 許斐剛☆パーフェクトLIVE〜一人オールテニプリフェスタ2018〜（6月10日、パシフィコ横浜 国立大ホール） - 10代目 手塚国光 役
- ジャンプフェスタ 2019（12月22日、幕張メッセ 国際展示場）

2019年
- ミュージカル『テニスの王子様』3rdシーズン 青学vs氷帝 Blu-ray&DVD 発売記念イベント（5月21日、大阪近郊）
- ミュージカル『テニスの王子様』3rdシーズン 青学vs四天宝寺 Blu-ray&DVD 発売記念イベント（8月24日、大阪近郊）
- ジャンプフェスタ 2020（12月21日、幕張メッセ 国際展示場）

2020年
- ミュージカル『テニスの王子様』3rdシーズン 全国大会 青学vs立海-前編- Blu-ray&DVD 発売記念イベント（4月19日、東京近郊）※コロナウイルス感染予防の為中止

2021年
- セイバー+ゼンカイジャー スーパーヒーロー戦記 舞台挨拶（7月21日）
- 仮面ライダーセイバー ファイナルステージ & 番組キャストトークショー（10月3日、オリックス劇場 / 10月7日、福岡サンパレス / 10月16日・17日、中野サンプラザ）
- 青木瞭 1st 写真集『群青』発売記念イベント（12月18日、HMV&BOOKS SHINSAIBASHI / 12月19日、HMV&BOOKS SHIBUYA）

2022年
- 仮面ライダーセイバー 深罪の三重奏 完成披露試写会（1月12日、新宿バルト9）
- 仮面ライダーセイバー 深罪の三重奏 初日舞台挨拶（1月28日、新宿バルト9）
- 青木瞭BIRTHDAY EVENT2022（2月26日）
- 青木瞭 1st 写真集『群青』おかわり「お花見イベント」（4月24日、HMV&BOOKS SHIBUYA）

### 雑誌
- TV LIFE 連載「初めまして、青木瞭です。」2021年19号 - （2021年9月15日）

### Web記事
- ar WEB 男子はコッペパンがお好き【青木 瞭といちごジャムバター編】（2017年11月29日）

### 玩具
- 仮面ライダーセイバー DX火炎剣烈火 サウンドアップデートエディション（2020年11月） - 富加宮賢人 / 仮面ライダーエスパーダ 役
- 仮面ライダーセイバー DX究極大聖剣 火炎剣烈火・水勢剣流水・雷鳴剣黄雷 エンブレムセット（2022年2月） - 富加宮賢人 / 仮面ライダーエスパーダ 役
- 仮面ライダーセイバー DXワンダーオールマイティワンダーライドブック（2022年2月） - 富加宮賢人 / 仮面ライダーエスパーダ 役
- 仮面ライダーセイバー DX究極大聖剣 闇黒剣月闇（2023年7月） - 富加宮賢人 / 仮面ライダーカリバー 役

## 作品

### 写真集
- 青木瞭 1st 写真集『群青』（2021年、KADOKAWA）[29] ISBN 9784048971119

### カレンダー
- 青木瞭 2022年卓上カレンダー（2021年）

## ディスコグラフィ

### 参加作品
| 発売日        | 商品名                                           | 歌                                       | 楽曲                  | 備考                                                        |
| ------------- | ------------------------------------------------ | ---------------------------------------- | --------------------- | ----------------------------------------------------------- |
| 2021年9月29日 | 仮面ライダーセイバー SONG BEST                   | 内藤秀一郎、山口貴也、青木瞭             | 「Rewrite the story」 | テレビドラマ『仮面ライダーセイバー』挿入歌                  |
| 2022年6月22日 | 仮面ライダー 50th Anniversary TV THEME SONG BEST | 川津明日香、内藤秀一郎、山口貴也、青木瞭 | 「Bittersweet」       | オリジナルビデオ『仮面ライダーセイバー 深罪の三重奏』主題歌 |